# Myservice
MYService —  перший сервіс порівняння товарів та послуг, які представлені в Інтернеті. Сервіс аналізує всі доступні пропозиції в категорії e-commerce, надає можливість користувачам їх порівняти та вибрати найбільш вигідні. 
Бренд MYService має два напрями: price.mys.ua — пошук та порівняння товарів, та mys.ua — пошук та порівняння послуг. Команда MYService постійно оновлює та доповнює каталог. Поки що, географія роботи компанії — Україна, та у майбутньому планується вихід на нові ринки.

## Історія
MYService був створений у 2014 році як інтернет-магазин послуг. Мета сайту — економія часу та зусиль користувачів при замовленні послуг в Інтернеті. 
Перші послуги, які були доступні — ремонт мобільної та комп'ютерної техніки, доставка букетів із цукерок, фруктів, квітів, та хімчистка. З часом можливості сервісу було значно розширено: з’явився широкий асортимент побутових послуг, оригінальних подарунків.
Наприкінці 2015 року MYService перейшов до більш розширеної концепції: сайт пошуку, порівняння та вибору пропозицій від українських інтернет-магазинів.
У лютому 2016-го року, окрім послуг, з’являється другий напрямок — пошук та порівняння товарів в Інтернеті — price.mys.ua. Таким чином, бренд MYService охопив всі можливі пропозиції від інтернет-магазинів: як послуги, так і товари.